# Eric Shanower
Eric Shanower (Key West, 23 ottobre 1963) è un fumettista e scrittore statunitense, noto per il suo adattamento a fumetti della guerra di Troia in L'età del Bronzo e per i suoi lavori sul mondo del mago di Oz.

## Formazione
Dopo essersi diplomato nel 1981 nella Novato High School, ha frequentato la Kubert School (a Dover), diplomandosi nel 1984.

## Carriera

### Oz
I primi lavori professionali pubblicati consistono in graphic novel ambientate nell'universo di Oz e pubblicate da First Comics e Dark Horse tra il 1986 e il 1992.
Ha scritto e illustrato il romanzo The Giant Garden of Oz e l'antologia di racconti The Salt Sorcerer of Oz. Come illustratore, ha lavorato sui libri scritti da altri autori del filone.
Per la Marvel Comics, ha sceneggiato gli adattamenti a fumetti di romanzi originali di L. Frank Baum, disegnati da Skottie Young (Il meraviglioso mago di Oz, Il meraviglioso regno di Oz, Ozma di Oz e La città di smeraldo di Oz).

### L'età del bronzo
Nel febbraio 1991, concepì l'idea di raccontare la storia della guerra di Troia nel medium fumetto, combinando le diverse versioni del mito greco con i riscontri archeologici, per una narrazione storicamente attendibile. L'idea si è concretizzata nella serie di comic book L'età del bronzo, pubblicata da Image Comics dalla fine del 1998 a cadenza irregolare.

## Riconoscimenti
Shanower ha vinto l'Eisner Award come Miglior scrittore/disegnatore nel 2001 e nel 2003, il premio Gran Guinigi per Miglior storia serializzata nel 2006, e nominato come artista rivelazione agli Ignatz Award del 1999, per il suo lavoro su L'età del bronzo.
La miniserie Il meraviglioso mago di Oz sceneggiata da Shanower ha vinto due premi Eisner nel 2010, come Miglior serie limitata o saga e come Migliore pubblicazione per bambini.

## Vita privata
Shanower vive a San Diego (California) con il suo compagno David Maxine, titolare dell'Hungry Tiger Press, casa editrice fondata da entrambi nel 1994 e che pubblica libri e fumetti legati all'universo di Oz.